# Andrea Levy
Andrea Levy (Londen, 7 maart 1956 – aldaar, 14 februari 2019) was een Engels schrijfster van Jamaicaanse afkomst. Ze brak door in 2004 met haar roman Small Island (Nederlandse vertaling: Klein Eiland), over Jamaicaanse immigranten naar Londen in 1948, waarvoor ze de zowel de Orange Prize for Fiction als de Whitbread Book Award won. In 2010 haalde ze met haar boek The Long Song (Het Lange Lied) de shortlist van de Man Booker Prize. Ze overleed aan de gevolgen van kanker in februari 2019.
- Bibsys: 99068082
- Biblioteca Nacional de España: XX1795991
- Bibliothèque nationale de France: cb145818209 (data)
- Catàleg d'autoritats de noms i títols de Catalunya: 981058617502406706
- CiNii: DA17998623
- Gemeinsame Normdatei: 118124544
- International Standard Name Identifier: 0000 0001 2139 721X
- Library of Congress Control Number: no95040480
- Nationale Bibliotheek van Letland: 000028126
- Nationale Bibliotheek van Tsjechië: js20050425013
- Nationale bibliotheek van Australië: 35370298
- Nationale Bibliotheek van Israël: 987007296234305171
- Nationale en Universitaire bibliotheek Zagreb: 000450255
- Nederlandse Thesaurus van Auteursnamen: 123996074
- Réseau des bibliothèques de Suisse occidentale: 02-A003517409
- Istituto Centrale per il Catalogo Unico: TO0V342820
- LIBRIS: 338033
- Système universitaire de documentation: 061693669
- Virtual International Authority File: 74098174
- WorldCat: E39PBJcKPGJx8BYQmyCD3vQjG3